# Briceni (thành phố)
Briceni là một thành phố nằm ở phía Bắc Moldova. Tính đến ngày 12 tháng 5 năm 2014, dân số ước tính thành phố là 7.314 người và mật độ dân số là 730 người/km2. Tổng diện tích thành phố là 10 km2.

## Địa lý

### Khí hậu
| Dữ liệu khí hậu của Briceni (1991–2020)                       | Dữ liệu khí hậu của Briceni (1991–2020) | Dữ liệu khí hậu của Briceni (1991–2020) | Dữ liệu khí hậu của Briceni (1991–2020) | Dữ liệu khí hậu của Briceni (1991–2020) | Dữ liệu khí hậu của Briceni (1991–2020) | Dữ liệu khí hậu của Briceni (1991–2020) | Dữ liệu khí hậu của Briceni (1991–2020) | Dữ liệu khí hậu của Briceni (1991–2020) | Dữ liệu khí hậu của Briceni (1991–2020) | Dữ liệu khí hậu của Briceni (1991–2020) | Dữ liệu khí hậu của Briceni (1991–2020) | Dữ liệu khí hậu của Briceni (1991–2020) | Dữ liệu khí hậu của Briceni (1991–2020) |
| Tháng                                                         | 1                                       | 2                                       | 3                                       | 4                                       | 5                                       | 6                                       | 7                                       | 8                                       | 9                                       | 10                                      | 11                                      | 12                                      | Năm                                     |
| ------------------------------------------------------------- | --------------------------------------- | --------------------------------------- | --------------------------------------- | --------------------------------------- | --------------------------------------- | --------------------------------------- | --------------------------------------- | --------------------------------------- | --------------------------------------- | --------------------------------------- | --------------------------------------- | --------------------------------------- | --------------------------------------- |
| Trung bình ngày tối đa °C (°F)                                | −0.3 (31.5)                             | 1.8 (35.2)                              | 7.7 (45.9)                              | 15.5 (59.9)                             | 21.3 (70.3)                             | 24.6 (76.3)                             | 26.6 (79.9)                             | 26.3 (79.3)                             | 20.6 (69.1)                             | 13.8 (56.8)                             | 6.6 (43.9)                              | 1.0 (33.8)                              | 13.8 (56.8)                             |
| Trung bình ngày °C (°F)                                       | −3.1 (26.4)                             | −1.6 (29.1)                             | 3.1 (37.6)                              | 9.9 (49.8)                              | 15.4 (59.7)                             | 18.9 (66.0)                             | 20.7 (69.3)                             | 20.2 (68.4)                             | 14.9 (58.8)                             | 9.1 (48.4)                              | 3.4 (38.1)                              | −1.6 (29.1)                             | 9.1 (48.4)                              |
| Tối thiểu trung bình ngày °C (°F)                             | −5.7 (21.7)                             | −4.5 (23.9)                             | −0.7 (30.7)                             | 4.9 (40.8)                              | 10.0 (50.0)                             | 13.7 (56.7)                             | 15.4 (59.7)                             | 14.7 (58.5)                             | 10.1 (50.2)                             | 5.3 (41.5)                              | 0.8 (33.4)                              | −4.0 (24.8)                             | 5.0 (41.0)                              |
| Lượng Giáng thủy trung bình mm (inches)                       | 29 (1.1)                                | 33 (1.3)                                | 32 (1.3)                                | 44 (1.7)                                | 68 (2.7)                                | 87 (3.4)                                | 95 (3.7)                                | 55 (2.2)                                | 57 (2.2)                                | 44 (1.7)                                | 41 (1.6)                                | 33 (1.3)                                | 618 (24.3)                              |
| Số ngày giáng thủy trung bình (≥ 1.0 mm)                      | 7                                       | 7                                       | 7                                       | 7                                       | 9                                       | 9                                       | 9                                       | 6                                       | 7                                       | 7                                       | 7                                       | 8                                       | 88                                      |
| Số giờ nắng trung bình tháng                                  | 63                                      | 87                                      | 144                                     | 204                                     | 270                                     | 287                                     | 301                                     | 286                                     | 202                                     | 140                                     | 67                                      | 58                                      | 2.103                                   |
| Nguồn: Cơ quan Quản lý Khí quyển và Đại dương Quốc gia Hoa Kỳ |                                         |                                         |                                         |                                         |                                         |                                         |                                         |                                         |                                         |                                         |                                         |                                         |                                         |